# Aggregat (geologi)
Aggregat är inom geologin en begränsad kropp eller massa som kan bestå av mineralkorn, bergartspartiklar eller en blandning av dessa. Exempel på olika typer av aggregat är pulveraggregat och kristallaggregat.